# Zirkograph
Der Zirkograph, auch Volksfräser genannt, dient zum manuellen Erstellen von Kronen und Brücken aus Zirkon und bietet eine hohe Indikationsvielfalt beim Fräsen von Abutments aller Art, Stegkonstruktionen, okklusal verschraubte Brücken aus Vollzirkon und Teleskope.

## Geschichte
Das Grundprinzip des Zirkographen wurde 1603 von Christoph Scheiner mit dem Pantographen erfunden. Es bezeichnet ein Gerät, das zum Vergrößern oder Verkleinern von Zeichnungen verwendet wird.
2003 entwickelte Enrico Steger aus diesem Prinzip den Zirkograph. Das Fräsen von Zahnersatz aus Zirkon wurde in hoher Präzision möglich, die Abweichung lag lediglich bei 0,01 mm. Revolutionär daran war, dass der Zahnersatz fast eins zu eins aus dem vorher hergestellten Zahn-Modell gefräst werden konnte.
Der Zirkograph wurde zunächst auf der Basis von vier Achsen hergestellt und anschließend auf fünf Achsen erweitert.
Verbreitung und Zuspruch fand der Zirkograph in Dental-Laboren. Heute wird dieser von der CAD/CAM Frästechnologie abgelöst.